# Kurchátov (Kazajistán)
Kurchátov (en kazajo: Курча́тов) es una localidad situada en la provincia de Abai (Kazajistán)

## Historia
Recibe su nombre de Ígor Kurchátov (1903-1960), padre del programa nuclear soviético. No en vano, la ciudad fue centro del Sitio de pruebas de Semipalátinsk.
Tras el abandono del programa, la población (que durante años soportó radiación nuclear) ha disminuido considerablemente